# Śmierć Hiacynta
Śmierć Hiacynta (wł. Morte di Giacinto) – obraz włoskiego malarza barokowego Giovaniego Tiepola.
Temat obrazu został zaczerpnięty z Metamorfoz Owidiusza. Opowiada o wzajemnej miłości boga Apolla i chłopca o imieniu Hiacynt. Pewnego razu Apollo zabawiał się dyskiem, miotając nim wysoko w niebo i rozcinając chmury na pół. Po jednym takim rzucie, gdy dysk jeszcze dobrze nie spadł na ziemię, Hiacynt pobiegł w stronę przyrządu by go przynieść. Gdy dysk spadł na ziemię, odbił się od niej, uderzając chłopca w głowę. Ten padł martwy, a z jego krwi wyrosły piękne kwiaty. Według innej wersji mitu, Hiacynt zostaje uderzony dyskiem za sprawą boga wiatru – Zefira, który z zazdrości dmuchnął, zmieniając jego tor lotu.

## Opis obrazu
Tieppolo dramatyczną scenę umieścił w prawej części dzieła. Na pierwszym planie półnagi Hiacynt, leży na szafranowym płaszczu z odchyloną do tyłu głową wspartą o kolano kochanka. Nad nim pochylony jest zrozpaczony Apollo, który w teatralnym geście zakrywa twarz. Gest jego lewej ręki wskazuje, iż tłumaczy się ze swojego czynu. Obaj kochankowie łączą się ostatnim spojrzeniem. Za głową chłopca znajduje się bóg miłości Kupidyn. Nad dramatyczną sceną góruje biały marmurowy posąg Pana. Jego lubieżne spojrzenie wiąże się z jego pociągiem do młodych chłopców. Na samej górze, na gzymsie budowli siedzi papuga, uważana za symbol miłości czystej i niewinnej. W dolnym rogu artysta umieścił kwiat hiacyntu, który wyrósł z krwi chłopca. Krew została zastąpiona szkarłatną tkaniną.
Po lewej stronie dzieła, Tieppolo umieścił grupę gapiów. Na sobie mają ubrania pochodzące z czasów współczesnych malarzowi. Znaczenie tych postaci nie jest do końca wyjaśnione. Najbardziej zaskakującym artefaktem jest zastępująca dysk, rakieta tenisowa oraz piłki umieszczone w prawym dolnym rogu. Gra do której służyły nazywana była wówczas  jeu de paume. Szesnastowieczny przekład łaciński tekstu Owidiusza, z którego korzystał artysta, zawierało identyczne przeinaczenie. Gra zdobyła swoją popularność w okresie renesansu.